# Bravo, girls!
Bravo, girls! (v anglickém originále Bring It On) je americký komediální film. Režie se ujal Peyton Reed a scénáře Jessica Bendinger. Hlavní role hrají Kirsten Dunst, Eliza Dushku, Jesse Bradford a Gabrielle Union. Film je prvním ze série Bravo, girls, který následovalo pět sequelů. V žádném z nich se však neobjevil nikdo z původního obsazení. Film měl premiéru ve Spojených státech dne 25. srpna 2000 a celosvětově vydělal přes 90 milionů dolarů. V České republice měl premiéru dne 31. května 2001.

## Obsazení
- Kirsten Dunst jako Torrance Shipman
- Eliza Dushku jako Missy Pantone
- Jesse Bradford jako Cliff Pantone
- Gabrielle Union jako Isis
- Clare Kramer jako Courtney
- Nicole Bilderback jako Whitney
- Tsianina Joelson jako Darcy
- Rini Bell jako Kasey
- Nathan West jako Jan
- Huntley Ritter jako Les
- Shamari Fears jako Lava
- Natina Reed jako Jenelope
- Brandi Williams jako LaFred
- Richard Hillman jako Aaron
- Lindsay Sloane jako "Big Red"
- Bianca Kajlich jako Carver
- Paige Inman jako Jessica
- Holmes Osborne jako Bruce Shipman
- Sherry Hursey jako Christine Shipman
- Cody McMains jako Justin Shipman
- Ian Roberts jako Sparky Polastri
- Ryan Drummond jako chlapec v divadle
- Peyton Reed jako mim

## Přijetí

### Tržby
Film vydělal přes 68,3 milionů dolarů v Severní Americe a 22 milionů dolarů v ostatních oblastech, celkově tak vydělal 90 milionů dolarů po celém světě. Rozpočet filmu činil 11 milionů dolarů. Za první víkend docílil nejvyšší návštěvnosti, kdy vydělal 17,3 milionů dolarů.

### Recenze
Na recenzní stránce Rotten Tomatoes získal ze 117 započtených recenzí 63 procent. Na serveru Metacritic snímek získal z 31 recenzí 52 bodů ze sta. Na Česko-Slovenské filmové databázi snímek získal 50 procent.

## Další adaptace

### Film
Filmová série Bravo, girls! má pět sequelů:
- Bravo Girls: Opět v akci! (2004)
- Bravo Girls: Všechno nebo nic (2006)
- Bravo Girls: Hurá do toho! (2007)
- Bravo Girls: Bojovat až do konce (2009)
- Bring It On: Worldwide Cheersmack (2017)

### Muzikál
Poprvé se muzikálová verze filmu hrála v divadle Alliance v Atlantě v Georgii dne 16. ledna 2011. Za muzikálem stojí dvojice Lin-Manuel Miranda a Tom Kitt, scénář připravila Amanda Green. Režisérem a choreografem byl Andy Blankenbuehler. Muzikál získal osm nominací na cenu Suzi Bass Awards a získal cenu v kategoriích nejlepší choreografie, nejlepší zvuk a nejlepší světovou premiéru muzikálu nebo hry.
Muzikál vyjel na národní turné, které bylo zahájeno v divadle Ahmanson v Los Angeles v listopadu roku 2011 a poté se hrálo také v San Franciscu, Denver, Houstonu a Torontu.
Muzikál měl svou premiéru na Broadwayi v divadle St. James v roce 2012.